# Wakan Tanka
Wakan Tanka o Wakantanka, (lakota: Wakȟáŋ Tȟáŋka) es el término para lo sagrado o lo divino en la cosmovisión sioux. Suele traducirse como «Gran Espíritu». Sin embargo, según Russell Means su significado es más cercano a «Gran Misterio», ya que la espiritualidad Lakota no es monoteísta. Se lo considera la fuerza creadora del universo y de lo existente.

## Etimología
La etimología del término «wakan» es discutida. Se encuentra formado por dos palabras: «wa», que determina algo que «es» o con lo que se puede «hacer» algo. Mientras que «kan» se utiliza para señalar aquello que es viejo, de edad avanzada o perdurable. Sin embargo, la palabra en su conjunto trasciende a ambas traducciones independientes y cobra un significado abstracto referido a un poder o características especiales que poseen ciertas cosas, animales, personas o actos que las hace inescrutables y dignas de respeto: lo sagrado, lo santo o lo misterioso. Así, uno de los informantes oglagla del etnógrafo James Riley Walker definía el término «wakan» como «cualquier cosa difícil de entender» o «que alguien no entiende».
Por su parte, «tanka» significa «grande, largo o extenso». De ahí, que se opte por traducir Wakan Tanka como «Gran Misterio» o «Gran Espíritu». Se ha empleado, también, para traducir el término cristiano «Dios».

«Cómo fue hecho el mundo es Wakan Tanka. Cómo el sol fue hecho es Wakan Tanka. Cómo los hombres solían hablar con los animales y aves era Wakan Tanka. Dónde residen los espíritus y fantasmas es Wakan Tanka.»
Walker, 1991. p. 70

## Cosmogonía lakota
Antes de la introducción del cristianismo, el término Wakan Tanka fue usado para referirse a una organización de las entidades sagradas, cuyas formas son misteriosas, por lo que el «Gran Misterio» normalmente se entiende como la energía o el carácter sagrado que se encuentra en todo, similar a otras muchas creencias animistas y panteístas. Wakan Tanka es el principio creador en las creencias lakotas, lo ha hecho todo y le ha otorgado espíritu a aquello que lo posee.
Este término describe también el conjunto de las cosas y aspectos sagrados, «wakan». Todo viene de Wakan Tanka, es Él el que ha colocado las piedras y minerales en el suelo y las plantas han salido de la tierra por su mano. También rige el cambio de las estaciones y el clima. 
Según la mitología lakota, antes de la creación Wakan Tanka existía en un gran vacío llamado Han (oscuridad). Se sentía solo, y decidió crear compañeros para sí mismo. En primer lugar, el Gran Espíritu concentró su energía en una fuerza poderosa para formar Inyan (la piedra), luego utilizó a éste para crear a Inyan Maka (la tierra), a su vez estos se aparearon para producir a Skan (el cielo). Skan junto con Inyan y Maka crearon a Wi (el sol). Estos cuatro dioses eran distintos y de gran alcance, pero todos eran parte de Wakan Tanka.
Si bien Wakan Tanka no es un ser personal, los lakotas se dirigen a él como «Ate» (Padre) y «Tunkašila» (Abuelo).